# Allophylus pervillei
Allophylus pervillei är en kinesträdsväxtart som beskrevs av Carl Ludwig von Blume. Allophylus pervillei ingår i släktet Allophylus och familjen kinesträdsväxter. Inga underarter finns listade i Catalogue of Life.